# Addithus
Addithus er oprettet i 1828 af Rasmus Secher til Mattrup Gods. Addithus er nu avlsgård under Løndal Gods. Gården ligger i Sønder Vissing Sogn, Tyrsting Herred, Horsens Kommune. Hovedbygningen er opført i 1894-1896 af den senere landbrugsminister Knud Sehested (1850-1909).  Hovedbygningen er opført som et tårnprydet dobbelthus i to etager med opfindsomme bygningsdetaljer

## Ejere af Addithus
- (1828-1835) Rasmus Secher
- (1835-1870) Dines Pontoppidan Møller
- (1870) Enkefru Christiane Møller
- (1870-1882) Niels Frederik Bernhard Sehested
- (1882-1884) Charlotte Christine Linde gift Sehested
- (1884-1909) Knud Nielsen Sehested
- (1909-1941) Ellen Sophie Magdalene Bech gift Sehested
- (1941-1954) Jørgen Knudsen Sehested
- (1954) Niels Peter Arnstedt
- (1954-1970) Carl Christian Johan Arnstedt
- (1970-1994) Peter Michael Christian Arnstedt
- (1994-1997) A/S Potagua
- (1997-) Lars Kolind / Vibeke Riemer

## Ekstern henvisning
- Hjemmesiden Løndal Arkiveret 2. maj 2017 hos  Wayback Machine

56°3′6″N 9°36′27″Ø / 56.05167°N 9.60750°Ø